# Metilendiossi

La struttura del gruppo metilendiossi in (blu).

Il termine metilendiossi viene spesso usato nel campo della chimica, in particolare in chimica organica, per indicare un gruppo funzionale con la formula di struttura R-O-CH2-O-R' che viene connesso al resto della molecola tramite due legami chimici. Il gruppo metilendiossi consiste di due atomi di ossigeno connessi da un ponte metilene (-CH2-). 
Questo gruppo si trova generalmente presente in una struttura aromatica come ad esempio il radicale arilico fenile per formare il gruppo funzionale detto metilendiossifenile o benzodiossolo che si trova ampiamente in sostanze naturali, come ad esempio nel safrolo e nelle droghe ed anche in prodotti chimici sintetici, come ad esempio il tadalafil derivato dal viagra, l'MDMA derivato del safrolo, la paroxetina e il piperonil butossido usato in agricoltura biologica.
Gli enzimi presenti nella superfamiglia citocromo P450 sono in grado di formare ponti di metilendiossi mediante chiusura di un fenolo adiacente aperto e il gruppo metossi. Esempi di prodotti formati tramite questo processo sono la canadina e la berberina. In modo analogo, l'orto-demetilenazione può effettuarsi da altri membri della superfamiglia di enzimi per aprire un ponte; un processo che è applicato, ad esempio, in sostanze psicoattive come l'MDMA, o l'MDA durante il loro metabolismo.